# Itame enigmata
Itame enigmata är en fjärilsart som beskrevs av Barnes och Mcdunnough 1916. Itame enigmata ingår i släktet Itame och familjen mätare. Inga underarter finns listade i Catalogue of Life.